# Jaqueline, Condessa de Hainaut
Jaqueline, também conhecida como Jaqueline da Baviera (em holandês: Jacoba van Beieren, em francês: Jacqueline de Bavière; Hainaut, 16 de agosto de 1401 — Leiden, 8 de outubro de 1436) foi duquesa da Baviera-Straubing, Condessa de Holanda e Zelândia e Condessa de Hainaut de 1417 até 1433. Ela também foi Delfina de França por um curto período de tempo entre 1415 e 1417 e duquesa de Gloucester em 1420, se seu casamento com Humberto, Duque de Gloucester, fosse aceito como válido.
Jaqueline foi a última governante Wittelsbach de Hainaut e Holanda. Após sua morte, suas propriedades passaram para a herança de Filipe, o Bom, duque de Borgonha.

## História

### Início de vida e casamento com o Duque de Touraine
Nascida no Castelo de Le Quesnoy em Hainaut, Jaqueline, a partir de seu nascimento, foi referida como "de Holanda", indicando que ela era a herdeira das propriedades de seu pai. Ela era a única filha de Guilherme II, duque da Baviera (também conhecido como Guilherme VI, conde de Holanda) a partir de seu casamento com Margarida de Borgonha, filha de Margarida III da Flandres e Filipe, o Audaz. Com apenas 22 meses (em Paris, em 5 de maio de 1403) e novamente com cinco anos (em Compiègne em 29 de junho de 1406), Jaqueline foi prometida a João, Duque de Touraine, quarto filho do rei Carlos VI de França e a Rainha Isabel da Baviera. Ambas as crianças foram educadas no Castelo de Le Quesnoy, local de seu nascimento. O menino tinha sido dado à tutela de seu sogro, uma vez que era esperado que ele tivesse sucesso como governante em Hainaut e não de qualquer maneira na própria França. Em 22 de abril de 1411 o Papa deu a sua dispensa para a união e em 6 de agosto de 1415, quando Jaqueline tinha quatorze anos, ela e João se casaram em Haia.
Em 15 de dezembro de 1415, o irmão mais velho de João, Luís, o Delfim de França morreu, e ele se tornou o novo Delfim e herdeiro do trono. Mas João morreu em 4 de abril de 1417. Dois meses depois, em 31 de maio, Jaqueline também perdeu seu pai.

### Guerra com João III
Após a morte de seu pai, Jaqueline foi reconhecida como soberana na Holanda, Zelândia e Hainaut. No entanto, seu tio, João III, duque da Baviera-Straubing e bispo de Liège, também afirmou Holanda e Zelândia como sua legítima herança. Isso reacendeu a guerra civil do Gancho e do Bacalhau de novo. Enquanto Jaqueline foi apoiada pelo partido Gancho, os Bacalhaus se viraram para seu tio.

### Segundo casamento
A posição de Jaqueline estava fraca demais para ela se manter por conta própria e, portanto, se casou novamente. Em 1418, seu tio e tutor, João sem Medo, Duque da Borgonha, arranjou um casamento com seu primo, João IV, Duque de Brabante e Limburgo. No entanto, João IV provou ser um líder político fraco e ele deu a João III a custódia total sobre a Holanda e Zelândia por 12 anos em 1420. Após este desperdício de sua herança, Jaqueline e seus aliados decidiram dissolver o casamento. Eles alegaram que nunca foi válido já que eles estavam muito próximos e ela secretamente partiu para a Inglaterra, a convite de Henrique V. Ela era uma convidada de honra na corte da Inglaterra, e quando o futuro Henrique VI nasceu, Jaqueline foi feita um de seus padrinhos.

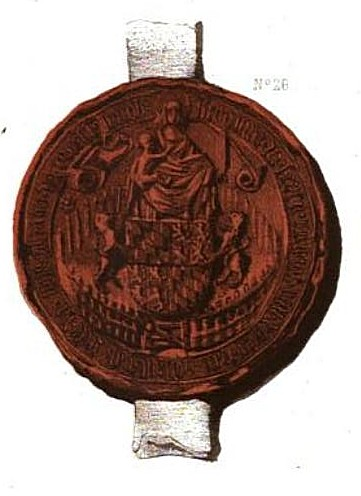
Selo de Jaqueline.

### Casamento com o duque de Gloucester e suas consequências
Foi somente após a morte inesperada de Henrique V em 1422 que Jaqueline obteve um divórcio duvidoso de João de Brabante válido na Inglaterra, oque permitiu um novo casamento com Humberto, Duque de Gloucester. No entanto, como não foram observadas todas as regras, o casamento foi arranjado às pressas e em segredo, na cidade de Hadleigh, Essex, em algum momento antes de 7 de março de 1423.
Jaqueline esperava que Humberto pudesse restaurá-la a suas terras, mas, sendo regente na Inglaterra, ele estava ocupado com assuntos de Estado. Humberto veio para Hainaut, onde foi reconhecido como o conde legítimo, mas teve que sair antes de ser capaz de fazer algo sobre Holanda e Zelândia, que negou seus direitos. Ele teve que voltar para a Inglaterra, deixando Jaqueline atrás em Hainaut. Filipe, o Bom, o novo duque de Borgonha, apoiou seu ex-marido João IV, e em 1425 ela teve de render-se a ele e foi presa em Gante.

### Guerra na Holanda

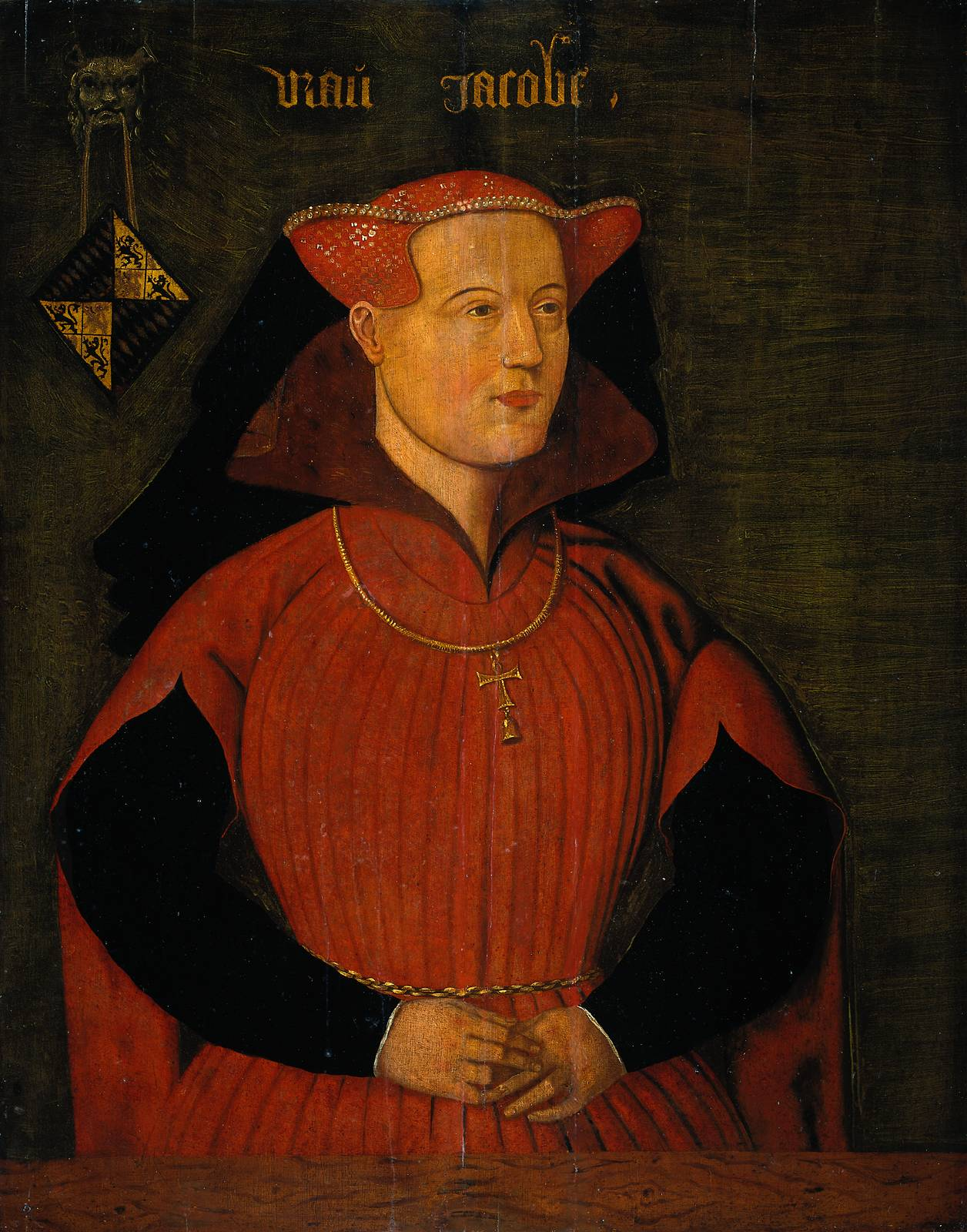
Jaqueline, condessa de Holanda e Zelândia, ca. 1435.

Sua situação mudou quando seu tio João III da Baviera morreu em 6 de janeiro de 1425, vítima de envenenamento. João IV, duque de Brabante, ainda reivindicou direitos sobre Holanda, Zelândia e Hainault e fez Filipe, duque de Borgonha, regente da Holanda e da Zelândia, como ele tinha feito antes com João III.
Jaqueline escapou de sua prisão em Gante disfarçada com roupas de homem e fugiu para Schoonhoven e mais tarde para Gouda, onde permaneceu com os líderes da facção Gancho. Agora era seu ex-marido, João de Brabante, que tentou disputar sua herança. Nesta matéria, Humberto intervenho, embora com força limitada, com consequências desastrosas para a aliança Anglo-Borgonhesa que ajudou a causa inglesa na França durante a Guerra dos Cem Anos. O papa Martinho V decretou que Jaqueline ainda era a esposa de João IV, duque de Brabante, e, portanto, seu casamento com Humberto de Gloucester era ilegítimo. No entanto, João IV tinha morrido um ano antes.

### Paz e a perda de suas terras
Em 3 de julho de 1428 Jaqueline teve de concordar com um tratado de paz, a reconciliação de Delft (de Zoen van Delft) em 1428, com o duque de Borgonha. Por esse tratado, Jaqueline manteve seus títulos de condessa de Holanda, Zelândia e Hainaut, mas a administração de seus territórios foi colocada nas mãos de Filipe, que também foi apontado como seu herdeiro no caso de ela morrer sem filhos. Ela não tinha permissão para se casar sem a permissão de sua mãe, Filipe e os três condados. No entanto, sua situação financeira era terrível. Ela mal teve rendimento suficiente para sustentar a sua família. Além disso, o duque de Borgonha não parou depois do tratado de paz de 1428. Ele comprou a lealdade de seus aliados ou os alienou dela de outra maneira. Na Páscoa de 1433, Jaqueline "voluntariamente" deu a Filipe todas as suas terras e títulos. Em troca lhe permitiram a renda de várias fazendas, na sua maioria situadas em Zelândia.

### Quarto casamento e últimos dias
Com a renúncia de seus títulos, Jaqueline retirou-se para suas terras em Zelândia. Lá, ela e Francisco, Senhor de Borssele ("Frank van Borssele"), um nobre local poderoso, tornaram-se próximos. Na primavera de 1434 eles se casaram e Filipe concedeu à Francisco o título de Conde de Oostervant. Este casamento, ao contrário dos outros três, foi para um por amor, pelo menos para Jaqueline. Não durou muito tempo. Em 1436 ela ficou doente e depois de alguns meses de doença, morreu de tuberculose no Castelo de Teylingen em 8 de outubro de 1436. Desde que ela não tinha filhos, Filipe da Borgonha herdado Hainaut e Holanda. Seu marido Francisco sobreviveu a ela por 34 anos.

## Lendas
Há muitas lendas sobre a vida de Jaqueline. A mais conhecida refere o seu suposto casamento secreto com Francisco de Borssele em 1432, dois anos antes do casamento público e oficial. Este casamento secreto deve ter sido a verdadeira razão pela qual ela terá perdido os títulos, cedendo-os ao duque de Borgonha, uma vez que violaria os termos do tratado de paz de 1428. No entanto, não há nenhuma evidência de que tal casamento secreto tenha ocorrido e fontes contemporâneas só mencionam os rumores que um casamento entre Jaqueline e Francisco possa ter ocorrido no final de 1433, meio ano depois dela renunciar aos seus títulos.